# Vicky Berner
Pour les articles homonymes, voir Berner.
Vicky Berner (née le 26 juillet 1945 et morte le 21 juin 2017) est une joueuse de tennis canadienne des années 1960, professionnelle au début des années 1970.
Outre un 3e tour atteint en 1964 aux Internationaux de France, elle demeure plus particulièrement connue pour ses faits d'armes au tournoi du Canada où elle s'est imposée à cinq reprises en double dames dans les années 1960 (dont quatre fois avec sa compatriote Faye Urban).

## Palmarès (partiel)

### Finale en simple dames
| No | Date | Nom et lieu du tournoi | Catégorie | Surface      | Vainqueure | Score    |  |
| -- | ---- | ---------------------- | --------- | ------------ | ---------- | -------- |  |
| 1  | 1969 | Canadian Open, Toronto |           | Terre (ext.) | Faye Urban | 6-2, 6-0 |  |

### Titres en double dames
| No | Date | Nom et lieu du tournoi       | Catégorie | Surface      | Partenaire | Finalistes                    | Score         |  |
| -- | ---- | ---------------------------- | --------- | ------------ | ---------- | ----------------------------- | ------------- |  |
| 1  | 1963 | Canadian Nationals Vancouver |           | NC           | Susan Butt | Ann Barclay Louise Brown      | 6-3, 7-5      |  |
| 2  | 1965 | Canadian Nationals Toronto   |           | Gazon (ext.) | Faye Urban | Julie Heldman Benita Senn     | 6-8, 6-4, 6-1 |  |
| 3  | 1966 | Canadian Nationals Vancouver |           | Gazon (ext.) | Faye Urban | Rita Bentley Jean Mary Wilson | 6-4, 6-1      |  |
| 4  | 1967 | Canadian Nationals Montréal  |           | Gazon (ext.) | Faye Urban | NC                            | 6-3, 6-3      |  |
| 5  | 1968 | Canadian Nationals Toronto   |           | Terre (ext.) | Faye Urban | NC                            | NC            |  |

### Finales en double dames
| No | Date       | Nom et lieu du tournoi                      | Catégorie   | Dotation | Surface      | Vainqueures                        | Partenaire       | Score    |          |
| -- | ---------- | ------------------------------------------- | ----------- | -------- | ------------ | ---------------------------------- | ---------------- | -------- | -------- |
| 1  | 05/06/1966 | Kent Championships Beckenham                |             | NC       | Gazon (ext.) | Margaret Smith Judy Tegart         | Esme Emanuel     | 6-3, 6-2 | Parcours |
| 2  | 04/04/1972 | Virginia Slims of Jacksonville Jacksonville | WT Pro Tour | 18 000 $ | Terre (ext.) | Judy Tegart-Dalton Karen Krantzcke | Billie Jean King | 7-5, 6-1 | Parcours |

## Parcours en Grand Chelem (partiel)

### En simple dames
| Année | Championnat d'Australie Open d'Australie | Championnat d'Australie Open d'Australie | Internationaux de France | Internationaux de France | Wimbledon       | Wimbledon        | US National US Open | US National US Open |
| ----- | ---------------------------------------- | ---------------------------------------- | ------------------------ | ------------------------ | --------------- | ---------------- | ------------------- | ------------------- |
| 1963  | -                                        | -                                        | 2e tour (1/32)           | Margaret Hunt            | -               | -                | -                   | -                   |
| 1964  | -                                        | -                                        | 3e tour (1/16)           | Judy Tegart              | -               | -                | 1er tour (1/64)     | I. de Lansalut      |
| 1965  | -                                        | -                                        | 1er tour (1/64)          | Trudy Groenman           | 1er tour (1/64) | M. O'Donnell     | 1er tour (1/32)     | Mary-Ann Eisel      |
| 1966  | -                                        | -                                        | 2e tour (1/32)           | Françoise Dürr           | 1er tour (1/64) | Frances McLennan | 3e tour (1/8)       | Norma Baylon        |
| 1967  | -                                        | -                                        | 2e tour (1/32)           | Rosie Darmon             | 1er tour (1/64) | F. Gordigiani    | 1er tour (1/64)     | Mimi Arnold         |
| 1971  | -                                        | -                                        | -                        | -                        | -               | -                | 1er tour (1/32)     | Judy Tegart         |
| 1972  | -                                        | -                                        | -                        | -                        | 1er tour (1/64) | Kerry Melville   | 1er tour (1/32)     | F. Bonicelli        |
| 1973  | -                                        | -                                        | -                        | -                        | 2e tour (1/32)  | Tory Ann Fretz   | -                   | -                   |

À droite du résultat, l’ultime adversaire.

### En double dames
| Année | Championnat d'Australie Open d'Australie | Championnat d'Australie Open d'Australie | Internationaux de France    | Internationaux de France   | Wimbledon                            | Wimbledon                   | US National US Open         | US National US Open      |
| ----- | ---------------------------------------- | ---------------------------------------- | --------------------------- | -------------------------- | ------------------------------------ | --------------------------- | --------------------------- | ------------------------ |
| 1963  | -                                        | -                                        | 1er tour (1/16) Pat Stewart | Robyn Ebbern M. Smith      | -                                    | -                           | -                           | -                        |
| 1964  | -                                        | -                                        | 2e tour (1/16) Mary Habitch | Maria Bueno Robyn Ebbern   | 3e tour (1/8) Mary Habitch           | Donna Floyd B. Gunderson    | -                           | -                        |
| 1965  | -                                        | -                                        | 2e tour (1/16) Mary Habitch | L. Cawthorn R. Blakelock   | 3e tour (1/8) Mary Habitch           | Glenda Swan Pat Walkden     | -                           | -                        |
| 1966  | -                                        | -                                        | 2e tour (1/16) Mary Habitch | Esme Emanuel Laura Rossouw | 2e tour (1/16) Mary Habitch          | Glenda Swan Pat Walkden     | 3e tour (1/8) Faye Urban    | F. Dürr Gail Sherriff    |
| 1967  | -                                        | -                                        | 3e tour (1/8) Faye Urban    | Judy Tegart Lesley Turner  | 1/4 de finale Faye Urban             | Judy Tegart Lesley Turner   | 2e tour (1/16) Faye Urban   | Tory Ann S. Defina       |
| 1968  | -                                        | -                                        | -                           | -                          | 2e tour (1/16) Faye Urban            | F. Dürr Ann Haydon          | -                           | -                        |
| 1971  | -                                        | -                                        | -                           | -                          | -                                    | -                           | 1er tour (1/16) Jane O'Hara | M. Redondo Laurie Tenney |
| 1972  | -                                        | -                                        | -                           | -                          | 2e tour (1/16) Patricia McClenaughan | Denise Carter Kristy Pigeon | -                           | -                        |
| 1973  | -                                        | -                                        | -                           | -                          | 3e tour (1/8) Patricia McClenaughan  | F. Bonicelli M. Fernández   | -                           | -                        |

Sous le résultat, la partenaire ; à droite, l’ultime équipe adverse.

### En double mixte
| Année | Championnat d'Australie Open d'Australie | Championnat d'Australie Open d'Australie | Internationaux de France     | Internationaux de France | Wimbledon                    | Wimbledon                | US National US Open        | US National US Open       |
| ----- | ---------------------------------------- | ---------------------------------------- | ---------------------------- | ------------------------ | ---------------------------- | ------------------------ | -------------------------- | ------------------------- |
| 1963  | -                                        | -                                        | 1er tour (1/32) Alan Kendall | Maud Galtier P. Barthès  | 1er tour (1/64) Alan Kendall | Jean Knight W. Knight    | -                          | -                         |
| 1964  | -                                        | -                                        | 2e tour (1/16) Norman Perry  | Judy Tegart Tony Roche   | 1er tour (1/64) Norman Perry | R. Schuurman Abe Segal   | 1/2 finale Frew McMillan   | M. Smith John Newcombe    |
| 1965  | -                                        | -                                        | 1er tour (1/32) R. Werksman  | C. Mercelis Robert Howe  | 1er tour (1/64) R. Werksman  | C. Caldwell C. Graebner  | 2e tour (1/8) Dicky Moody  | Ann Haydon Arthur Ashe    |
| 1966  | -                                        | -                                        | -                            | -                        | 2e tour (1/32) K. Carpenter  | A. Van Zyl Frew McMillan | -                          | -                         |
| 1967  | -                                        | -                                        | -                            | -                        | 1er tour (1/64) K. Carpenter | K. Krantzcke Ray Ruffels | 2e tour (1/8) William Tym  | Rosie Casals Stan Smith   |
| 1968  | -                                        | -                                        | -                            | -                        | 3e tour (1/16) K. Carpenter  | M. Eisel Peter Curtis    | -                          | -                         |
| 1971  | n/a                                      | n/a                                      | -                            | -                        | -                            | -                        | 2e tour (1/16) Ray Keldie  | Joyce Barclay Robert Howe |
| 1972  | n/a                                      | n/a                                      | -                            | -                        | -                            | -                        | 1er tour (1/32) R. Russell | F. Dürr D. Ralston        |

Sous le résultat, le partenaire ; à droite, l’ultime équipe adverse.

## Parcours en Coupe de la Fédération
| #                                                                             | Date       | Lieu         | Surface      | Gagnante(s)                   | Perdante(s)                       | Score         |          |
|                                                                               |            |              |              |                               |                                   |               |          |
| 1964 - 2e tour (groupe mondial) - Canada - Suède - 2 : 1                      |            |              |              |                               |                                   |               |          |
| 1                                                                             | 02/09/1964 | Philadelphie | Herbe (ext.) | Vicky Berner                  | Ulla Sandulf                      | 6-3, 6-4      | Parcours |
| 1                                                                             | 02/09/1964 | Philadelphie | Herbe (ext.) | Vicky Berner Louise Brown     | Katarina Bartholdson Ulla Sandulf | 6-3, 6-3      | Parcours |
|                                                                               |            |              |              |                               |                                   |               |          |
| 1964 - 1/4 de finale (groupe mondial) - Australie - Canada - 3 : 0            |            |              |              |                               |                                   |               |          |
| 2                                                                             | 03/09/1964 | Philadelphie | Herbe (ext.) | Lesley Turner                 | Vicky Berner                      | 6-3, 6-1      | Parcours |
| 2                                                                             | 03/09/1964 | Philadelphie | Herbe (ext.) | Margaret Smith Lesley Turner  | Vicky Berner Louise Brown         | 6-1, 6-2      | Parcours |
|                                                                               |            |              |              |                               |                                   |               |          |
| 1966 - 1er tour (groupe mondial) - Bulgarie - Canada - 1 : 2                  |            |              |              |                               |                                   |               |          |
| 3                                                                             | 10/05/1966 | Turin        | Terre (ext.) | Maria Chakarova               | Vicky Berner                      | 6-2, 1-6, 6-2 | Parcours |
| 3                                                                             | 10/05/1966 | Turin        | Terre (ext.) | Vicky Berner Faye Urban       | Maria Chakarova Lubka Radkova     | 6-1, 6-0      | Parcours |
|                                                                               |            |              |              |                               |                                   |               |          |
| 1966 - 2e tour (groupe mondial) - Grande-Bretagne - Canada - 3 : 0            |            |              |              |                               |                                   |               |          |
| 4                                                                             | 12/05/1966 | Turin        | Terre (ext.) | Ann Haydon-Jones              | Vicky Berner                      | 6-0, 6-3      | Parcours |
|                                                                               |            |              |              |                               |                                   |               |          |
| 1967 - 2e tour (groupe mondial) - Suisse - Canada - 1 : 2                     |            |              |              |                               |                                   |               |          |
| 5                                                                             | 08/06/1967 | Berlin       | Terre (ext.) | Vicky Berner Faye Urban       | Silvia Gubler Anne-Marie Studer   | 6-3, 6-1      | Parcours |
|                                                                               |            |              |              |                               |                                   |               |          |
| 1967 - 1/4 de finale (groupe mondial) - Allemagne de l'Ouest - Canada - 3 : 0 |            |              |              |                               |                                   |               |          |
| 6                                                                             | 09/06/1967 | Berlin       | Terre (ext.) | Edda Buding Helga Schultze    | Vicky Berner Faye Urban           | 6-1, 6-1      | Parcours |
|                                                                               |            |              |              |                               |                                   |               |          |
| 1968 - 2e tour (groupe mondial) - Afrique du Sud - Canada - 3 : 0             |            |              |              |                               |                                   |               |          |
| 7                                                                             | 22/05/1968 | Paris        | Terre (ext.) | Maryna Godwin                 | Vicky Berner                      | 9-7, 6-3      | Parcours |
| 7                                                                             | 22/05/1968 | Paris        | Terre (ext.) | Annette Van Zyl Maryna Godwin | Vicky Berner Faye Urban           | 6-1, 6-2      | Parcours |